# رايفر رايد
رايفر رايد (بالإنجليزية: River Raid)‏  هي لعبة إلكترونيةمن نوع إطلاق نار (shoot 'em up) صدرت عام 1982، طوّرتها كارول شو ونشرتها شركة Activision على جهاز أتاري 2600. يتحكم اللاعب بطائرة مقاتلة تنفذ غارة جوية خلف خطوط العدو على "نهر اللا عودة"، حيث يجب تدمير السفن والمروحيات والطائرات ومستودعات الوقود والجسور، مع تجنب الاصطدام أو نفاد الوقود.
استلهمت كارول شو فكرة اللعبة من لعبة Scramble (1981)، وسعت لتصميم لعبة بشاشة تمرير مستمر. تولت البرمجة والتصميم بنفسها مع بعض النصائح من فريق Activision.
حققت اللعبة نجاحًا كبيرًا، وكانت من الأكثر مبيعًا في عام 1983، وجاءت في المركز الثاني بعد لعبة Ms. Pac-Man من حيث المبيعات على أتاري 2600. حصلت على جوائز سنوية من The Video Game Update وArkie Awards، وتم إصدار نسخ منها على منصات مختلفة، كما صدر لها جزء ثانٍ في عام 1988. لا تزال تُعتبر من أفضل ألعاب أتاري 2600 في تقييمات متعددة حتى اليوم.

## طريقة اللعب
في لعبة River Raid، يتحكم اللاعب بطائرة هجومية من طراز B1 StratoWing معدّلة بإضافة صواريخ موجهة سريعة الإطلاق، ولديها القدرة على التسريع والإبطاء بسهولة. تنطلق الطائرة في مهمتها عبر "نهر اللا عودة"، حيث تهدف إلى كسر الحواجز التي أقامها العدو ووقف تقدم القوات. النهر في اللعبة لا يحتوي على نهاية فعلية، بل يستمر في التمرير إلى ما لا نهاية.
يُتحكَّم باللعبة عبر عصا التحكم (Joystick). يمكن للاعب تحريك الطائرة يمينًا ويسارًا، كما يمكنه التقدم للأمام أو التراجع (أي التسريع أو الإبطاء). يُطلق اللاعب الصواريخ باستخدام زر عصا التحكم لتدمير السفن الناقلة، المروحيات، مستودعات الوقود، والجسور.
هدف اللعبة هو جمع أكبر عدد ممكن من النقاط قبل أن تتحطم الطائرة أو ينفد الوقود. يمكن إعادة تعبئة الوقود بالتحليق فوق مستودعات الوقود، حيث يُعرض مقياس الوقود في أسفل الشاشة. ومع التقدم في النهر، تقل مستودعات الوقود المتوفرة. يخسر اللاعب إحدى طائراته إذا اصطدمت الطائرة بضفاف النهر أو بأي من أجسام العدو. إذا كان لدى اللاعب طائرات متبقية، يعود للعب من نفس الجزء الذي تحطم فيه. أما إذا تمكن من تدمير الجسر في نهاية المقطع، فسيبدأ من عند هذا الجسر في حال فقد طائرة.
في نسخة Atari 2600:
- الوضع A يجعل الصواريخ تُطلق بشكل مستقيم.
- الوضع B يمنح اللاعب صواريخ موجهة.

أما في إصدار أجهزة كمبيوتر Atari 8-bit، فقد تمت إضافة ميزات جديدة مثل:
- اختيار الجسر الذي يبدأ منه اللاعب.
- الحصول على نقاط إضافية عند تدمير جسر يوجد عليه دبابات.
- المزيد من المخاطر، مثل المروحيات التي تطلق النار على اللاعب.

## التطوير
تم تصميم لعبة River Raid من قبل كارول شو لصالح شركة Activision.
بدأت شو تعلم البرمجة خلال المرحلة الثانوية باستخدام لغة BASIC، مما قادها إلى السعي وراء مهنة في مجال الحاسوب. حصلت على درجة البكالوريوس في الهندسة الكهربائية وعلوم الحاسوب من جامعة كاليفورنيا، بيركلي. خلال دراستها الجامعية، شاركت في برنامج عمل ودراسة أتاح لها العمل في عدة شركات حاسوب، بما في ذلك فترة تدريب لمدة ستة أشهر في شركة Atari.
بعد تخرجها، عملت في Atari على تطوير ألعاب مثل Video Checkers و3-D Tic-Tac-Toe، والتي وصفتها لاحقًا بأنها لم تكن من "الألعاب الرائجة". ثم قبلت عرضًا للعمل في شركة Activision لتطوير الألعاب.
قامت شو ببرمجة لعبة River Raid بنفسها. وقالت إن فكرة اللعبة كانت إلى حد كبير من ابتكارها الشخصي، مع بعض الملاحظات من مصممين آخرين. لاحظت شو أن العديد من الألعاب حينها كانت تعتمد على التمرير (scrolling)، وفكرت أنه سيكون من الجيد تنفيذ ذلك على جهاز Atari 2600، الذي لم تكن لديه ألعاب كثيرة بتلك الميزة.
استلهمت الفكرة في البداية من لعبة Scramble (1981)، واقترحت على آلان ميلر من Activision تطوير لعبة ذات طابع فضائي. لكن ميلر أبلغها أن هناك عددًا كبيرًا من الألعاب ذات الطابع الفضائي، واقترح أن تختار موضوعًا مختلفًا.
صممت شو لعبة تتحرك فيها الأشياء نحو أسفل الشاشة. بدأت برسم اللعبة على ورق مربعات، ووجدت أن تصميم لعبة تمرير أفقي سيجعل العرض يبدو "مهتزًا جدًا"، لذا قررت أن يكون التمرير عموديًا.
خلال رسمها، لاحظت أنها تستطيع إنشاء تصميم بنمط صورة معكوسة يشبه نهرًا مع جزر في الوسط. في البداية، كان اللاعبون يقودون قاربًا، لكنها شعرت أنه لا يبدو جيدًا. لاحقًا، اقترح عليها مبرمج Activision ديفيد كرين أن تبدو طائرة نفاثة أفضل، وبدأت بتصميم طائرة تبدو وكأنها تحلق في وادي.
جاءت بعض الاقتراحات من كرين أو من ستيف كارترايت، مثل إضافة خزانات وقود يمكن للاعب التحليق فوقها لتعبئة الوقود أو تدميرها لكسب نقاط. تبع ذلك عناصر لعب أخرى، مثل المسافات بين الجسور.
أثناء تطوير المؤثرات الصوتية، طلبت شو من مطوري Activision الآخرين اقتراح أصوات إنذار مناسبة على طريقة "الكلّاكسون" لتنبيه اللاعب عند اقتراب نفاد الوقود. يقول كرين إنه فكر للحظة، ثم تلا بعض أسطر الشيفرة بلغة التجميع (assembly) التي أنشأت ذلك التأثير الصوتي.
قامت شو أيضًا ببرمجة نسخة Atari 800 من اللعبة، والتي كانت بحجم 8 كيلوبايت مقارنة بنسخة Atari 2600 التي كانت فقط 4 كيلوبايت.
قالت إن تطوير اللعبة للحواسيب المنزلية كان أصعب، ووصفت النسخة بأنها "لعبة جديدة بالكامل".
تمت إعادة كتابة معظم الشيفرة البرمجية لنسخة الكمبيوتر.
وأضافت شو خاصية البدء من جسر لاحق في النهر لأنها شعرت أن من الأفضل إعطاء اللاعبين فرصة للبدء من مستوى أعلى، خاصةً بعدما أتقنت اللعبة بنفسها.
كما صممت رسومات أكثر تفصيلًا، مثل النهر وجدران الوادي.

## الاطلاق
تم نشر لعبة River Raid بواسطة شركة Activision، وصدرت لأول مرة على جهاز Atari 2600 في ديسمبر 1982.
ثم تم إصدارها لأجهزة الكمبيوتر من سلسلة Atari 800 في سبتمبر 1983، وكذلك على Atari 5200 وIntellivision في ديسمبر 1983.
كما تم نقل اللعبة (port) إلى عدة أجهزة كمبيوتر منزلية أخرى مثل Commodore 64، وZX Spectrum، وMSX، وIBM PCjr.
في ألمانيا الغربية، تم تعديل قانون حماية الشباب عام 1985 لحظر ألعاب الأركيد في الأماكن العامة المفتوحة أمام الشباب.
وقد أدى هذا إلى أن تبدأ الهيئة الفيدرالية لفحص المطبوعات الضارة بالشباب (Bundesprüfstelle für jugendgefährdende Schriften – والتي تُعرف الآن باسم الهيئة الفيدرالية للإعلام الضار بالشباب) بمراقبة ألعاب الفيديو، مما أدى إلى حظر لعبة River Raid بسبب محتواها ذي الطابع العسكري.
تمت إعادة إصدار River Raid في عدة حزم ألعاب مجمعة، منها:
- Atari 2600 Action Pack (1995) لأجهزة الكمبيوتر.
- Activision Classics (1998) لجهاز PlayStation.
- Activision Anthology (2002) لجهاز PlayStation 2، وأجهزة محمولة مثل Game Boy Advance وPlayStation Portable.

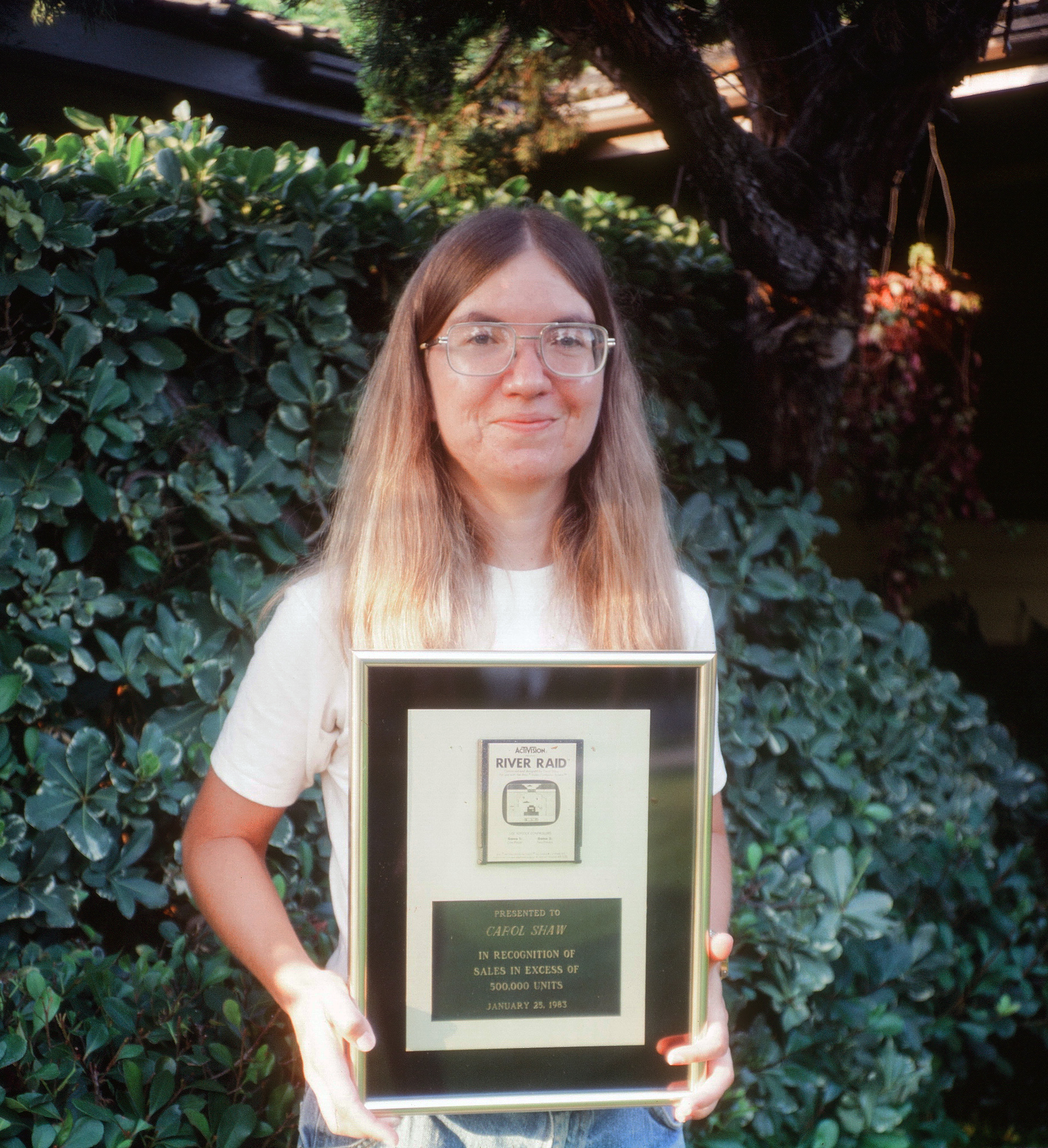
كارول شو في عام 1983 مع لوحة جوائزها لبيع أكثر من 500000 نسخة من River Raid

كانت River Raid اللعبة الأعلى مبيعًا لشركة Activision في عام 1983، وثاني أكثر الألعاب مبيعًا على جهاز Atari 2600 في نفس العام، متجاوزةً فقط من قبل Ms. Pac-Man.
علّقت كارول شو على المبيعات بقولها: "كنت أعلم أنها لعبة جيدة، لكن لم أتوقع أن تصل إلى المركز الأول. وبالطبع كنت سعيدة عندما فعلت ذلك!"

### الجوائز:

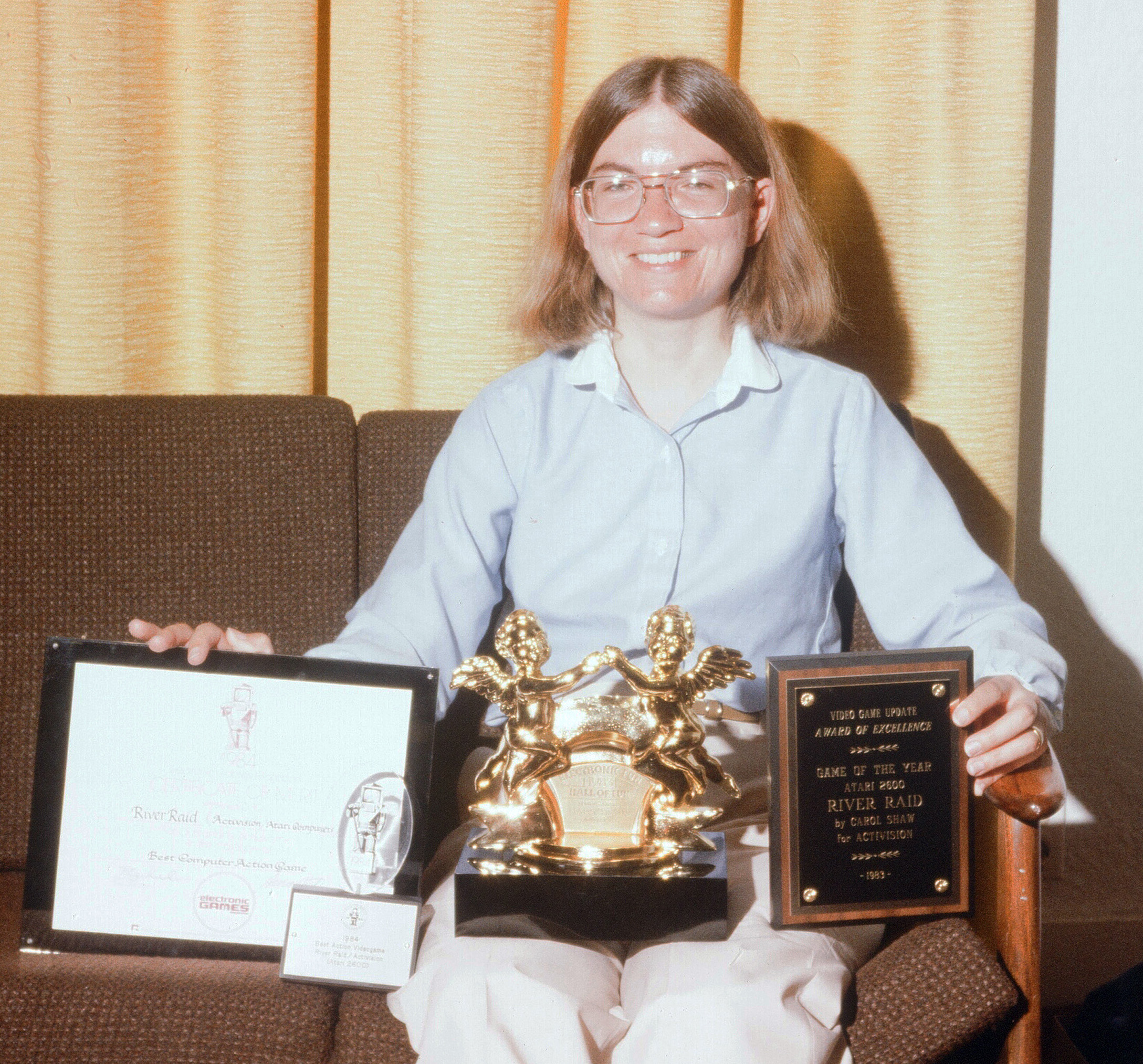
فازت كارول شو بالعديد من الجوائز عن River Raid. في عام 2017 ، فاز شو بجائزة أيقونة صناعة جوائز اللعبة.